# Igrzyska Młodzieży w Saneczkarstwie 2025
3. Igrzyska Młodzieży w Saneczkarstwie o Puchar Rätikonu 2025 odbyły się w dniach 13–16 lutego 2025 r. w austriackim Bludenz. Zawodnicy rywalizowali w czterech konkurencjach: jedynkach kobiet, jedynkach mężczyzn, dwójkach kobiet i dwójkach mężczyzn w pięciu młodzieżowych kategoriach wiekowych.
Klasyfikację medalową (ang.) FIL Youth Games 2025 wygrała reprezentacja Niemiec.

## Terminarz i wyniki
| Data           | Miejscowość | Konkurencja                                     | Złoto                                   | Srebro                                 | Brąz                                            | Źr.    |
| -------------- | ----------- | ----------------------------------------------- | --------------------------------------- | -------------------------------------- | ----------------------------------------------- | ------ |
| 15 lutego 2025 | Bludenz     | Dwójki juniorów młodszych Roczniki: 2007–2010   | Niemcy Corbinian Hänel · Marlon Berhold | —                                      | —                                               | [ 1 ]  |
| 15 lutego 2025 | Bludenz     | Dwójki młodziczek Roczniki: 2011–2012           | Niemcy Miria Lautenbach · Teresa Meier  | Austria Leonie Neyer · Annalena Kottke | Niemcy Anna Luisa Goldstein · Franziska Zöllner | [ 2 ]  |
| 15 lutego 2025 | Bludenz     | Dwójki młodzików Roczniki: 2011–2012            | Austria Felix Kienast · Elias Mungenast | Niemcy Max Dümmel · Maurice Homann     | —                                               | [ 3 ]  |
| 15 lutego 2025 | Bludenz     | Jedynki dziewcząt Roczniki: 2015–2016           | Marlene Hänel                           | Matilda Probst                         | Lotta Berhold                                   | [ 4 ]  |
| 15 lutego 2025 | Bludenz     | Jedynki chłopców Roczniki: 2015–2016            | Ferdinand Fürstenberg                   | Andreas Laucher                        | Dominik Mayerhofer                              | [ 5 ]  |
| 15 lutego 2025 | Bludenz     | Jedynki chłopców młodszych Roczniki: 2017–2018  | Noorulamin Attasch                      | —                                      | —                                               | [ 6 ]  |
|                |             |                                                 |                                         |                                        |                                                 |        |
| 16 lutego 2025 | Bludenz     | Jedynki juniorek młodszych Roczniki: 2007–2010  | Mia Micková                             | —                                      | —                                               | [ 7 ]  |
| 16 lutego 2025 | Bludenz     | Jedynki juniorów młodszych Roczniki: 2007–2010  | Oliver Korbela                          | Marlon Berhold                         | Florian Tautenhahn                              | [ 8 ]  |
| 16 lutego 2025 | Bludenz     | Jedynki młodziczek Roczniki: 2011–2012          | Leonie Neyer                            | Anna Luisa Goldstein                   | Nica Luisa Bleiner                              | [ 9 ]  |
| 16 lutego 2025 | Bludenz     | Jedynki młodzików Roczniki: 2011–2012           | Marno Friedl                            | Felix Kienast                          | Bastian Dietze                                  | [ 10 ] |
| 16 lutego 2025 | Bludenz     | Jedynki dziewcząt starszych Roczniki: 2013–2014 | Līna Kraslavska                         | Līna Zilvere                           | Scarlett Saloky                                 | [ 11 ] |
| 16 lutego 2025 | Bludenz     | Jedynki chłopców starszych Roczniki: 2013–2014  | Kacper Milski                           | Lorenz Kienast                         | André Lechner                                   | [ 12 ] |

## Klasyfikacja medalowa
| Miejsce | Państwo  |   |   |   | Razem |
| ------- | -------- | - | - | - | ----- |
| 1.      | Niemcy   | 5 | 3 | 4 | 12    |
| 2.      | Austria  | 4 | 5 | 3 | 12    |
| 3.      | Słowacja | 2 | 0 | 1 | 3     |
| 4.      | Łotwa    | 1 | 1 | 0 | 2     |